# フラットファイヴ
有限会社フラットファイヴ (Flatfive CO.,LTD) は、東京都中野区上鷺宮にある芸能事務所である。

## 概説
お笑いコンビ・ホロッコのほり太によって設立された芸能事務所である。
2007年、当時所属していたサンドウィッチマンが、M-1グランプリ2007で優勝を果たした。サンドウィッチマンから優勝賞金の内、200万円を引越し資金としてプレゼントされ、実際に引越ししている。
2010年7月1日より、サンドウィッチマンの担当マネージャーが新事務所グレープカンパニーを立ち上げたことに伴い、ほとんどの所属タレント・作家が同社へ移籍。所属タレントはホロッコと、大渡健一と小林剛によるお笑いコンビである元ブラジル代表のみとなった。
2013年12月22日限りで、元ブラジル代表が解散。大渡は芸人を引退、小林はノーリーズンへ移籍してピン芸人「ドドド小林」として活動。
ホロッコも2014年1月1日付でオフィス北野へ移籍して所属タレントがいなくなった。
2018年4月20日にホロッコがオフィス北野を退所し、翌日にフラットファイヴへ出戻り、現在はホロッコの個人事務所となっている。プロフィールは削除されている。

## 所属タレント
- ホロッコ（ほり太、こまり）

## 過去の所属タレント
- あぁ〜しらき
- アンシャンレジーム（弘瀬友里加、武安祐希）
- 浦添ウインドゥ（島智大、積友也）
- おいなりさん
- ギャースカランド（杉岡一樹、にのに〜の、野村慎一）
- 米粒写経（居島一平、サンキュータツオ）※業務提携
- 斎藤サトル
- さかい江美
- ザ・ブガーズ（柘植俊治、中西陽司）
- サンドウィッチマン（富澤たけし、伊達みきお）
- ゼンゴー
- てっぷん（仲尾雅則、佐藤一仁）
- デンブラン（井手翔一、児玉峻）
- 東京バレリーナ（小柴誠太、松永俊彦）
- ドラゴン番長（太田寿郎、津田勇士）
- 永野
- ニキータ草山
- パーティ内山
- パニックパンチ（安里美香、森本倫代）
- ハリネズミ（冨所大輔、ダイモン）
- ヒットマン（河野かずお、林田竜次）
- フジタ
- ブライ&コビー（野崎輝彦、下田和正）
- モスビー（斉藤力也、多田浩士）
- 元ブラジル代表（大渡健一、小林剛）
- 八幡カオル
- ゆるめんぴ〜す（松山博幸、長尾裕介）

他、多数。

## 備考
- ほり太は事務所名を「フラットファイヴ」か「フラットファイブ」にするか迷っており、占い師の小笠原まさやに相談し「フラットファイヴ」に決めた。
- お笑い集団ティーライズ、H・Rプロジェクト、松竹芸能と業務提携していた[3]。